# Особняк Динга
Особня́к Ди́нга — историческое здание в стиле модерн, объект культурного наследия народов России регионального значения. В 1903—1914 годах в здании жил Иоганн Леонгардович Динг с семьёй, владевший крупнейшей в Москве «Объединённой макаронно-кондитерской фабрикой Динга» (1904—1914).
Располагается в районе Сокольники Восточного административного округа Москвы на территории макаронной фабрики «Экстра-М».

## История
Построено в 1903 году как здание конторы макаронной фабрики «Товарищество Динга» по проекту архитектора Александра Калмыкова, который также проектировал производственные корпуса. Использовалось одновременно и как административный корпус, и как жилой дом для семьи владельца фабрики Иоганна Динга. В 1914 году владелец покинул Россию из-за германофобии на фоне Первой мировой войны и продал фабрику вместе с конторой фабриканту Николаю Бландову. В 1920-х годах особняк был национализирован и использовался как клуб, после распада СССР входил в состав офисного центра.
По мнению специалиста по московскому модерну Марии Нащокиной, особняк значительно отличается от современных ему столичных образцов ар-нуво и других работ Калмыкова. Предположительно, Динг предоставил архитектору конкретный образец нравившегося ему дома в Германии, которое и выступило прообразом будущей конторы. Стилистически она сильно напоминает фахверковые европейские виллы начала XX века. Конструктивно сложное здание в плане состоит из нескольких разновеликих объёмов, выделяются фигурные дымоходы и вытяжки. В характерной манере модерна выполнены разноразмерные окна, каждое из которых подчёркнуто лепными рельефными рамами. По сохранившимся сведениям, фасады были окрашены в светло-розовый оттенок, а на втором этаже располагалась домовая капелла. Изначально парадный вход находился со стороны фабрики. В 1904 году было отдельно достроено небольшое крыльцо со стороны переулка. Тогда же возвели ограду с фигурной чугунной решёткой, выразительными колоннами и парадными воротами.
Наиболее выразительным элементом оформления особняка стали три майоликовых пейзажных панно, симметричная пара у центрального двухчастного окна и одно в верхней части башни. Помимо них фасады украшают витражи, маскароны, рельефная лепнина и ажурные узоры решёток. Архитектор также создал выразительные интерьеры: в отделке использовали мрамор и ценную древесину, были установлены резные филёнчатые двери, потолки и стены украшены кессонами.
В 1914 году предприятие вместе с особняком было продано промышленнику Николаю Ивановичу Бландову (1845—1917).
После 1918 года национализировано новой властью, и в 1923 году преобразовано в Мельнично-макаронную фабрику № 1 МСХ Моссельпрома. Современная Экстра М (фабрика).
С 1995 по 1996 год под руководством архитектора В. К. Варфоломеева осуществлена реконструкция: были отремонтированы фасады, восстановлена лепнина, частично воссозданы интерьеры. В ходе работ деревянные перекрытия заменили бетонными, в цокольном этаже организовали тренажёрный зал.
По состоянию на 2023 год фабрика продолжает функционировать по историческому назначению, однако примерно половину корпусов занимает бизнес-центр, а особняк Динга используется как жилой дом.